# (35255) 1996 BS8
1996 BS8 (asteroide 35255) é um asteroide da cintura principal. Possui uma excentricidade de 0.13078430 e uma inclinação de 4.19634º.
Este asteroide foi descoberto no dia 19 de janeiro de 1996 por Spacewatch em Kitt Peak.